# GS Doxa Dramas
GS Doxa Dramas é um clube de futebol grego fundado em 1918 na cidade de Drama (cidade). 

## Estádio
O estádio de Drama Doxa tem uma capacidade de 10.000 pessoas e está situada na parte ocidental da cidade de Drama, no distrito de Komninoi.

## Destaques
- Participação nas divisões nacionais:
  - Campeonato da Macedónia Oriental:1938-39.
  - Grupo Regional do Norte: 1953-54, 1954-55, 1956-57, 1958-59.
  - Grupo Regional do Norte: 1955-1956 (3d).
  - Campeonato Regional do Norte: 1957-1958.
  - Campeonato Nacional: 1956-1957 (5), 1957-1958 (7), 1958-1959 (5).
  - 1 ª Divisão (A Ethniki ', Alpha Ethniki): 1959-1960 (6), 1960-1961 (7), 1961-1962 (16), 1963-1964 (11), 1964-1965 (16), 1979 - 80 (12), 1980-81 (9), 1981-1982 (11), 1982-1983 (12), 1983-1984 (11), 1984-1985 (13), 1985-1986 (14), 1986-87 (14), 1988-89 (9), 1989-1990 (10), 1990-1991 (8), 1991-1992 (13), 1992-1993 (13), 1993-1994 (15), 1994-95 (16).
  - 2 ª Divisão (Ethniki B ', Beta Ethniki): 1962-63, 1965-66, 1978-79, 1987-88, 1995-96, 2009-10.
  - 3 ª Divisão (G 'Ethniki, Gamma Ethniki): 2003-2004, 2004-2005, 2005-2006, 2006-2007, 2007-2008, 2008-2009.
  - 4 ª Divisão('Ethniki, Delta Ethniki?): 1999-2000.
  - Divisão de amador nacional: 2000-01, 2001-02, 2002-03.